# Murter (vesnice)
Murter je největší sídlo a středisko opčiny Murter-Kornati na stejnojmenném ostrově v Chorvatsku ve střední Dalmácii. Ostrov je s pevninou spojen mostem, který se pravidelně zvedá, aby mohly proplout lodě ve městě Tisno. Dalším sídlem na tomto ostrově je Betina, severovýchodně od Murteru. Na jižní straně ostrova leží Jezera. Okolo Murteru jsou malé ostrůvky, které jsou souhrnně zařazeny do národního parku Kornati a dohromady tvoří opčinu Murter-Kornati. U těchto ostrůvků jsou kamenité i písečné pláže, které jsou vhodné pro plavání, ale i pro potápění. V roce 2001 zde žilo celkem 2 068 obyvatel.

## Historie
Kdysi se na místě současného Murteru nacházela římská osada Collentum, ale dnes lze vidět už jen základy staveb. Okolo vesnice se nachází několik kostelů z doby od 16. do 19. století (kostel sv. Michala – 1770 a kaple sv. Rocha – 1760).
Dne 25. března 2020 byla celá vesnice spolu se sousední vesnicí Betina uzavřena do karantény vzhledem k celkem osmi potvrzeným případům nákazy koronavirem SARS-CoV-2 a třiceti dalším lidem projevujícím příznaky nakažení.

## Hospodářství
Ekonomickým základem je zemědělství, rybolov a cestovní ruch. Murter, dříve převážně rybářská vesnice, se stále více orientuje na cestovní ruch. Rybářská tradice je však stále silná a díky mnoha malým rybářům lovícím pomocí stojatých sítí, většinou v Jaderském moři, se město může pochlubit také větší rybářskou flotilou, jejíž oblast činnosti zahrnuje dokonce i ostrovy Jabuka a Palagruža. Zemědělství je také přítomno v obci, ale nejčastěji se omezuje na produkci pro osobní potřebu. Nejvýznamnějšími odvětvími jsou pěstování oliv a pěstování fíků. Několik domácností stále chová ovce, ale chov ovcí byl po vlastenecké válce téměř ukončen.
Dnes je cestovní ruch nejvíce zastoupeným odvětvím ekonomiky obce. V zátoce Slanica se nachází hotel „Colentum“ a kemp „Slanica“, ale většina zisků je zajištěna ubytováním v soukromí. Téměř každý dům v Murteru je vybaven pro příjem hostů. Zvyšující se bytizace zasáhla zejména části Murteru, jako Podraduč, Jersane a Slanica. Velká část příjmů pochází z cestovního ruchu, zejména z bytů pronajatých v Murteru, ale také ze soukromého ubytování na ostrovech Kornati. Organizují se také výlety lodí na Kornati.
Díky třem přístavům, z nichž jeden je v Murteru a dva na ostrovech Kornati, lze Murter považovat za nejdůležitější střediska námořní turistiky na Jadranu.
Město má také loděnici vybavenou pro stavbu a generální opravy všech typů malých a středních plavidel.

## Fotogalerie

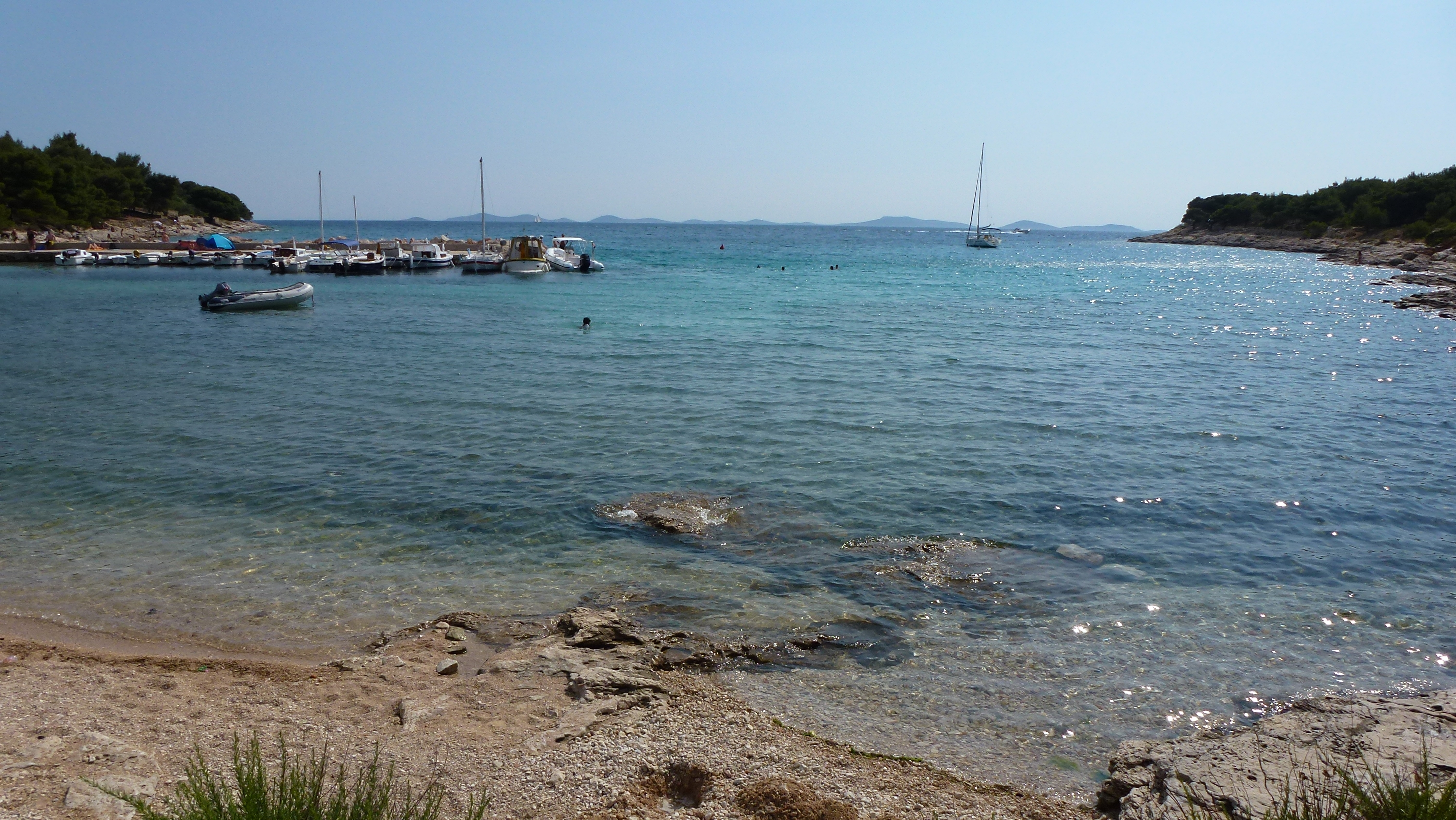
Pláž Čigrada
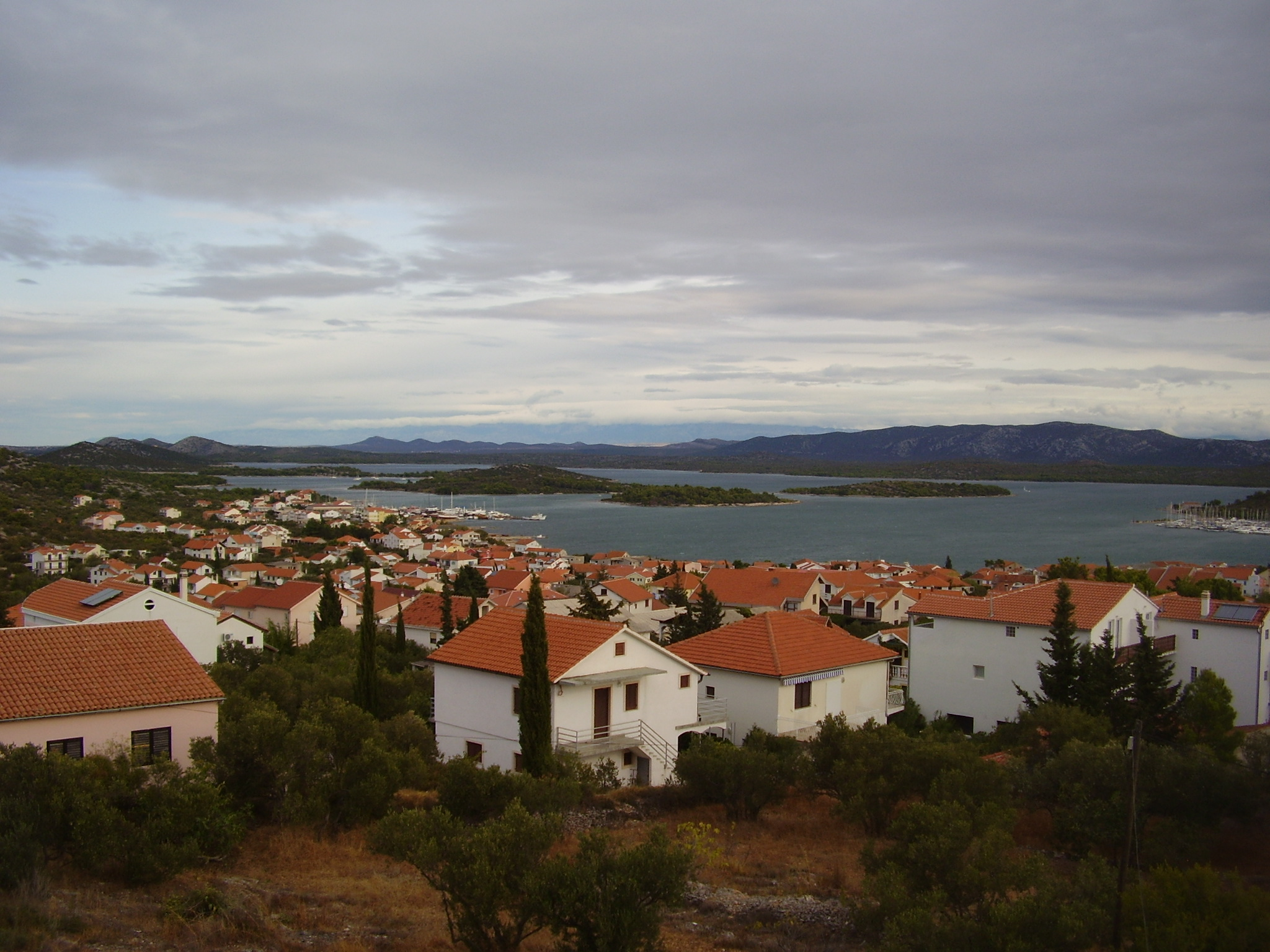
Výhled na Murter